# Хэмилтон, Томас Уильям
Томас "Том" Вильям Хэмилтон (Гамильтон, англ. Thomas William Hamilton; род. 31 декабря 1951, Колорадо-Спрингс, Колорадо) — американский рок-музыкант и автор песен, наиболее известный как бас-гитарист группы Aerosmith.

## Биография
Том родился в семье Джорджа и Бетти Хэмилтон, в городе Колорадо-Спрингс, штат Колорадо. У Томаса был старший брат по имени Скотт, старшая сестра Перри и младшая сестра Сесилия.
Хэмилтон впервые начал играть на гитаре, когда ему было 12 лет, но в 14 лет переключился на бас, чтобы присоединиться к местной группе, поскольку место басиста в группе было вакантно. В дальнейшем Хэмилтон успел переиграть в нескольких группах и познакомиться с гитаристом Джо Перри и Дэвидом «Pudge» Скоттом. Одна из таких групп называлась «The Jam Band». На концерте Jam Band летом 1970 в местечке под названием «Амбар» в Санапи, штат Нью-Гемпшир, музыканты Jam Band познакомились с Стивеном Тайлером, а четверо из них согласились переехать в Бостон, чтобы создать группу. Скотт покинул группу вскоре после этого, на замену ему взяли Тайлера. Таким образом группа представляла собой трио с Хэмилтоном на басу, Перри на гитаре, и Тайлером на ударных, он же ещё и пел. Вскоре к трио присоединился Рэй Табано, а за ним и Джоуи Крамер (который и придумал название «Aerosmith»), освободивший Тайлера от барабанов. Вместо Табано вскоре пришёл Брэд Уитфорд. Таким образом постоянный состав Aerosmith был сформирован.